# A58 (Groot-Brittannië)
De A58 is een 129,6 km lange hoofdverkeersweg in Engeland.
De weg verbindt Prescot via St Helens, Ashton-in-Makerfield,  Bolton, Bury, Halifax en  Leeds met Wetherby.

## Hoofdbestemmingen
- Ashton-in-Makerfield
- Bolton
- Halifax
- Leeds
- Wetherby

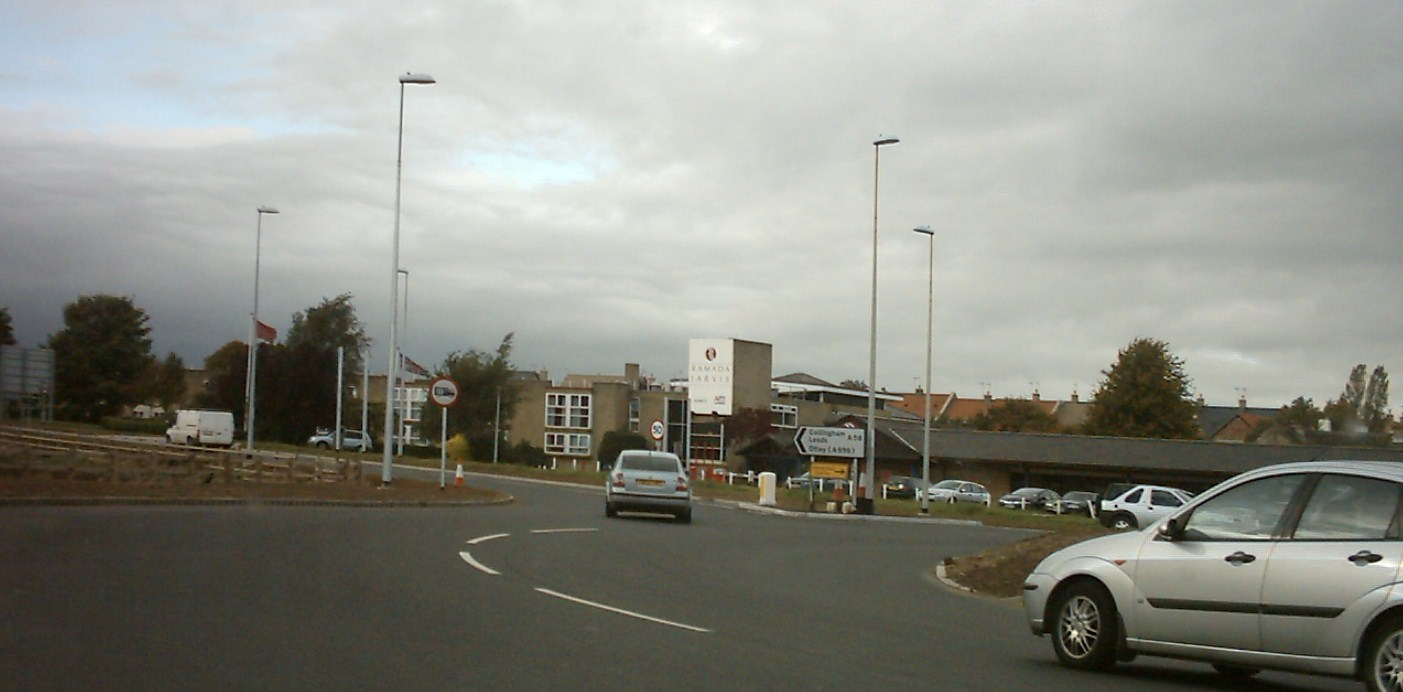
Terminus of the road in Micklethwaite, Wetherby, West Yorkshire
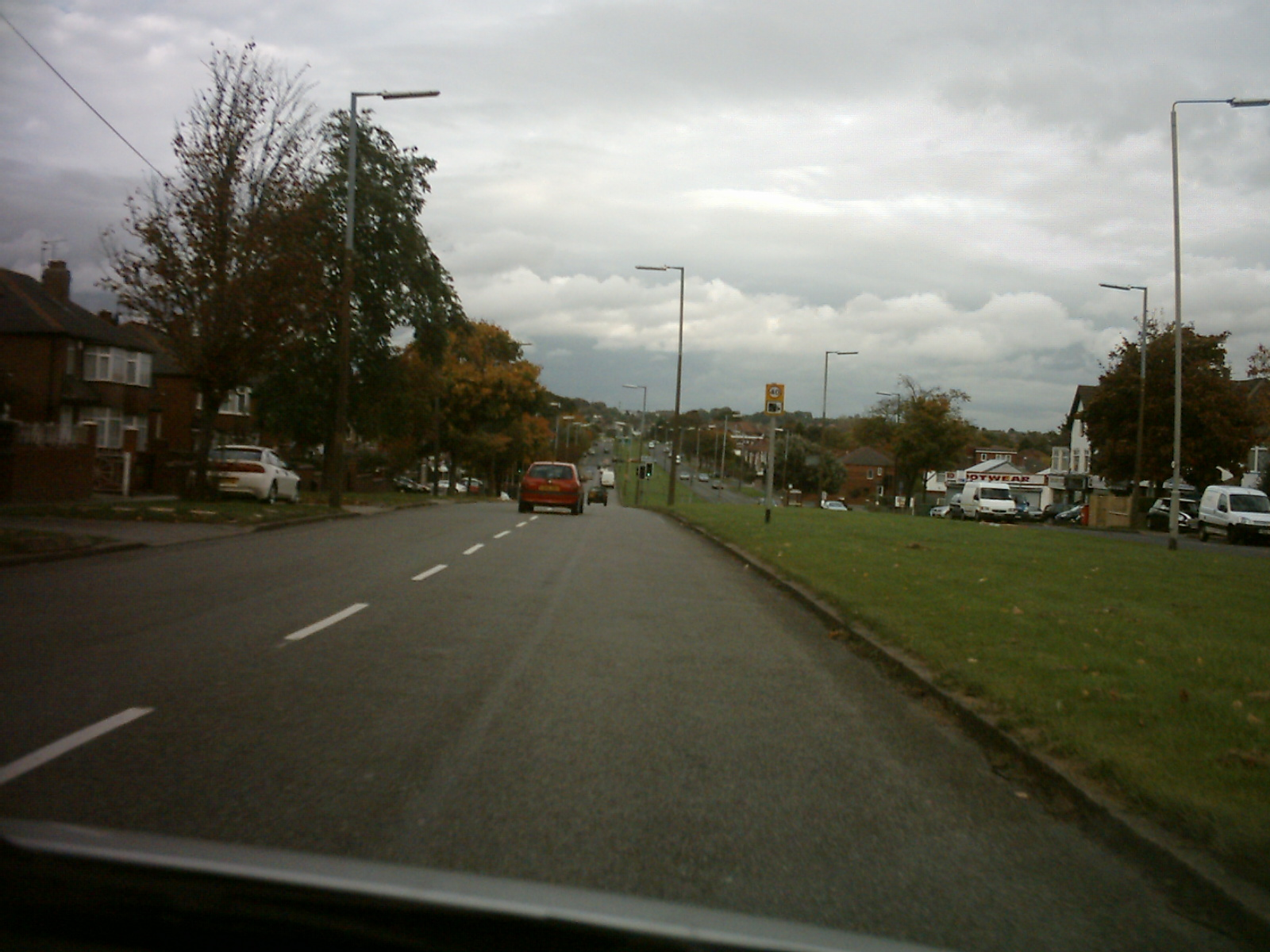
A58 easterly road tussen Oakwood en Gipton in Leeds
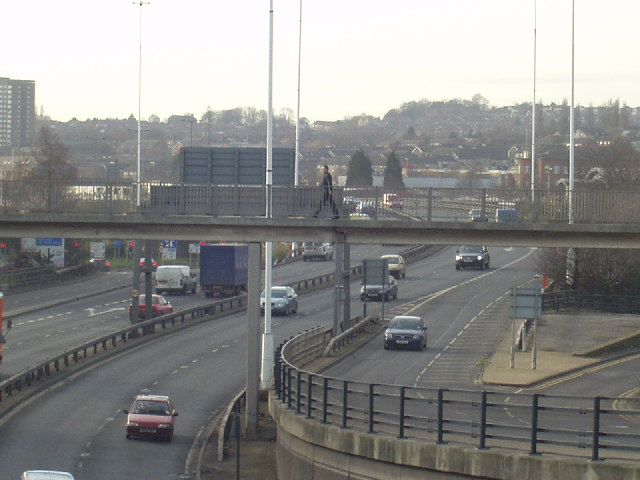
A58(M), Leeds Inner Ring Road ter hoogte van Leeds International Pool
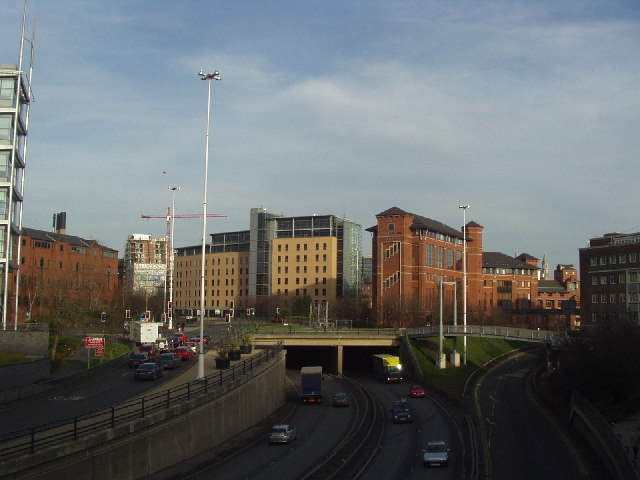
A58(M), Leeds Inner Ring Road passeert onder het Nuffield Hospital